# Llista de topònims d'Ulldecona
Llista de topònims (noms propis de lloc) del municipi d'Ulldecona, al Montsià
Informació actualitzada per un bot. Els canvis manuals es perdran quan s'actualitzi!

## arbre singular
| imatge | Nom                       | Ubicat a  | instància de   | Detalls                                                               | coordenades | Protecció        | Commons (més fotos)       | Dades a WD                    |
| ------ | ------------------------- | --------- | -------------- | --------------------------------------------------------------------- | --- | ---------------- | ------------------------- | ----------------------------- |
|        | Fargues de l'Arion        | Ulldecona | arbre singular | Taxon: olivera (Olea europaea) Ample: 16.8m Alt: 6.5m Perímetre: 7.9m | 40° 37′ 32″ N, 0° 25′ 27″ E / 40.62546°N,0.42424°E ca:L'Arion 192 msnm                                                       | arbre monumental | Fargues de l'Arion        | Modifica les dades a Wikidata |
|        | xop del Barri del Castell | Ulldecona | arbre singular | Taxon: pollancre (Populus) Ample: 33.8m Alt: 25m Perímetre: 4.13m     | 40° 36′ 30″ N, 0° 20′ 58″ E / 40.6084°N,0.34942°E ca:Barri del Castell, a tocar del marge esquerre del riu la Sénia 239 msnm | arbre monumental | Xop del Barri del Castell | Modifica les dades a Wikidata |

## assentament humà
| imatge | Nom               | Ubicat a  | instància de     | Detalls | coordenades                                                       | Protecció | Commons (més fotos) | Dades a WD                    |
| ------ | ----------------- | --------- | ---------------- | ------- | ----------------------------------------------------------------- | --------- | ------------------- | ----------------------------- |
|        | Anolls            | Ulldecona | assentament humà |         | 40° 37′ 16″ N, 0° 21′ 38″ E / 40.62111111°N,0.36055556°E          |           |                     | Modifica les dades a Wikidata |
|        | Venta de la Punta | Ulldecona | assentament humà |         | 40° 38′ 28″ N, 0° 21′ 15″ E / 40.64111111°N,0.35416667°E 247 msnm |           |                     | Modifica les dades a Wikidata |

## barraca de vinya
| imatge | Nom         | Ubicat a  | instància de     | Detalls                     | coordenades                                        | Protecció                                  | Commons (més fotos) | Dades a WD                    |
| ------ | ----------- | --------- | ---------------- | --------------------------- | -------------------------------------------------- | ------------------------------------------ | ------------------- | ----------------------------- |
|        | Barraca I   | Ulldecona | barraca de vinya | Estil: arquitectura popular | 40° 35′ 06″ N, 0° 29′ 09″ E / 40.58502°N,0.48582°E | bé integrant del patrimoni cultural català |                     | Modifica les dades a Wikidata |
|        | Barraca II  | Ulldecona | barraca de vinya | Estil: arquitectura popular | 40° 35′ 42″ N, 0° 30′ 08″ E / 40.59511°N,0.50223°E | bé integrant del patrimoni cultural català |                     | Modifica les dades a Wikidata |
|        | Barraca III | Ulldecona | barraca de vinya | Estil: arquitectura popular | 40° 35′ 48″ N, 0° 30′ 07″ E / 40.59653°N,0.50203°E | bé integrant del patrimoni cultural català |                     | Modifica les dades a Wikidata |
|        | Barraca IV  | Ulldecona | barraca de vinya | Estil: arquitectura popular | 40° 35′ 12″ N, 0° 29′ 33″ E / 40.58674°N,0.49262°E | bé integrant del patrimoni cultural català |                     | Modifica les dades a Wikidata |

## cabana
| imatge | Nom                            | Ubicat a  | instància de | Detalls                     | coordenades                                                          | Protecció                                  | Commons (més fotos) | Dades a WD                    |
| ------ | ------------------------------ | --------- | ------------ | --------------------------- | -------------------------------------------------------------------- | ------------------------------------------ | ------------------- | ----------------------------- |
|        | Corral Ortijo                  | Ulldecona | cabana       |                             | 40° 37′ 13″ N, 0° 23′ 48″ E / 40.6202996895734°N,0.396804186680198°E |                                            |                     | Modifica les dades a Wikidata |
|        | caseta d'Hortènsia             | Ulldecona | cabana       |                             | 40° 36′ 42″ N, 0° 19′ 56″ E / 40.611625795197°N,0.332122847152313°E  |                                            |                     | Modifica les dades a Wikidata |
|        | caseta de camp                 | Ulldecona | cabana       | Estil: arquitectura popular | 40° 39′ 23″ N, 0° 24′ 44″ E / 40.65635°N,0.41219°E                   | bé integrant del patrimoni cultural català |                     | Modifica les dades a Wikidata |
|        | corral de Bordales             | Ulldecona | cabana       |                             | 40° 36′ 34″ N, 0° 20′ 08″ E / 40.6094924883871°N,0.335694331191663°E |                                            |                     | Modifica les dades a Wikidata |
|        | corral de Borrasca             | Ulldecona | cabana       |                             | 40° 37′ 25″ N, 0° 30′ 02″ E / 40.6234866760874°N,0.500639174642049°E |                                            |                     | Modifica les dades a Wikidata |
|        | corral de Lluquet              | Ulldecona | cabana       |                             | 40° 37′ 50″ N, 0° 21′ 30″ E / 40.6306195513919°N,0.358239459149689°E |                                            |                     | Modifica les dades a Wikidata |
|        | corral de Marcoval             | Ulldecona | cabana       |                             | 40° 36′ 56″ N, 0° 26′ 45″ E / 40.6154676703009°N,0.445808901696607°E |                                            |                     | Modifica les dades a Wikidata |
|        | corral de Moletó               | Ulldecona | cabana       |                             | 40° 36′ 34″ N, 0° 31′ 09″ E / 40.6093366930151°N,0.519049132494498°E |                                            |                     | Modifica les dades a Wikidata |
|        | corral de Montoliu             | Ulldecona | cabana       |                             | 40° 36′ 55″ N, 0° 26′ 40″ E / 40.615361900817°N,0.44433399105451°E   |                                            |                     | Modifica les dades a Wikidata |
|        | corral de Querol               | Ulldecona | cabana       |                             | 40° 36′ 55″ N, 0° 26′ 43″ E / 40.6151509583821°N,0.445336347210779°E |                                            |                     | Modifica les dades a Wikidata |
|        | corral de Sol                  | Ulldecona | cabana       |                             | 40° 40′ 08″ N, 0° 23′ 41″ E / 40.6688814324114°N,0.394630757952053°E |                                            |                     | Modifica les dades a Wikidata |
|        | corral de l'Ermita             | Ulldecona | cabana       |                             | 40° 37′ 49″ N, 0° 28′ 40″ E / 40.6303495048427°N,0.477825196025739°E |                                            |                     | Modifica les dades a Wikidata |
|        | corral de l'Isidro             | Ulldecona | cabana       |                             | 40° 38′ 55″ N, 0° 23′ 26″ E / 40.6485483714874°N,0.390490828076369°E |                                            |                     | Modifica les dades a Wikidata |
|        | corral de la Curra             | Ulldecona | cabana       |                             | 40° 37′ 05″ N, 0° 24′ 47″ E / 40.6180019993893°N,0.413193947449593°E |                                            |                     | Modifica les dades a Wikidata |
|        | corral de la Llacuna           | Ulldecona | cabana       |                             | 40° 36′ 41″ N, 0° 27′ 57″ E / 40.611330692869°N,0.4657624337108°E    |                                            |                     | Modifica les dades a Wikidata |
|        | corral de les Palomites        | Ulldecona | cabana       |                             | 40° 38′ 23″ N, 0° 29′ 01″ E / 40.639644116592°N,0.48361023148921°E   |                                            |                     | Modifica les dades a Wikidata |
|        | corral de les Tosses           | Ulldecona | cabana       |                             | 40° 36′ 19″ N, 0° 24′ 39″ E / 40.6052119026063°N,0.410803800096547°E |                                            |                     | Modifica les dades a Wikidata |
|        | corral del Paleta              | Ulldecona | cabana       |                             | 40° 36′ 17″ N, 0° 28′ 19″ E / 40.6047659555581°N,0.471956793720901°E |                                            |                     | Modifica les dades a Wikidata |
|        | corral del Pouet de les Canals | Ulldecona | cabana       |                             | 40° 33′ 47″ N, 0° 27′ 13″ E / 40.5629931646879°N,0.45369955552906°E  |                                            |                     | Modifica les dades a Wikidata |
|        | corral del Valencià            | Ulldecona | cabana       |                             | 40° 36′ 22″ N, 0° 25′ 56″ E / 40.60615201895°N,0.432324366360867°E   |                                            |                     | Modifica les dades a Wikidata |

## casa
| imatge | Nom                                        | Ubicat a  | instància de | Detalls                                                                  | coordenades                                                                                   | Protecció                                            | Commons (més fotos)                                    | Dades a WD                    |
| ------ | ------------------------------------------ | --------- | ------------ | ------------------------------------------------------------------------ | --------------------------------------------------------------------------------------------- | ---------------------------------------------------- | ------------------------------------------------------ | ----------------------------- |
|        | Casa Salomon al carrer Sant Lluc, 28       | Ulldecona | casa         | Estil: arquitectura popular                                              | 40° 35′ 52″ N, 0° 26′ 47″ E / 40.59786°N,0.44642°E                                            | bé integrant del patrimoni cultural català           | Casa Salomon al carrer Sant Lluc, 28 (Ulldecona)       | Modifica les dades a Wikidata |
|        | Casa Salomon al carrer de la Puríssima, 41 | Ulldecona | casa         | Estil: arquitectura popular                                              | 40° 35′ 49″ N, 0° 26′ 43″ E / 40.59681°N,0.44521°E                                            | bé integrant del patrimoni cultural català           | Casa Salomon al carrer de la Puríssima, 41 (Ulldecona) | Modifica les dades a Wikidata |
|        | Casa castell Fabra                         | Ulldecona | casa         | Estil: arquitectura modernista                                           | 40° 35′ 53″ N, 0° 26′ 49″ E / 40.598055555556°N,0.44694444444444°E ca:Carrer Aribau, 25       | bé integrant del patrimoni cultural català           | Casa castell Fabra (Ulldecona)                         | Modifica les dades a Wikidata |
|        | Casa de Baptista Borràs                    | Ulldecona | casa         | Estil: arquitectura modernista                                           | 40° 35′ 45″ N, 0° 26′ 55″ E / 40.595833333333°N,0.44861111111111°E ca:Plaça d'Espanya, 6      | bé integrant del patrimoni cultural català           | Casa de Baptista Borràs (Ulldecona)                    | Modifica les dades a Wikidata |
|        | Casa de la Roqueta                         | Ulldecona | casa         | Estil: noucentisme                                                       | 40° 35′ 53″ N, 0° 26′ 48″ E / 40.59809°N,0.44676°E ca:Aribau, 17                              | bé integrant del patrimoni cultural català           | Casa de la Roqueta (Ulldecona)                         | Modifica les dades a Wikidata |
|        | Casa dels Morano                           | Ulldecona | casa         | Estil: arquitectura modernista                                           | 40° 35′ 48″ N, 0° 26′ 38″ E / 40.596666666667°N,0.44388888888889°E ca:Carrer Calvari, 42      | bé integrant del patrimoni cultural català           | Casa dels Morano (Ulldecona)                           | Modifica les dades a Wikidata |
|        | Casa dels Ribera                           | Ulldecona | casa         | Estil: arquitectura popular                                              | 40° 35′ 52″ N, 0° 26′ 52″ E / 40.5979°N,0.44769°E ca:Sant Cristòfol, 7                        | bé integrant del patrimoni cultural català           | Casa dels Ribera (Ulldecona)                           | Modifica les dades a Wikidata |
|        | casa Balagué-Solà                          | Ulldecona | casa         | Estil: noucentisme                                                       | 40° 35′ 50″ N, 0° 26′ 41″ E / 40.59725°N,0.44476°E ca:Puríssima, 62                           | bé integrant del patrimoni cultural català           | Casa Balagué-Solà                                      | Modifica les dades a Wikidata |
|        | casa O'Connor                              | Ulldecona | casa         | Estil: arquitectura barroca                                              | 40° 35′ 48″ N, 0° 26′ 43″ E / 40.59666°N,0.44537°E                                            | bé cultural d'interès local                          | Casa O'Callaghan                                       | Modifica les dades a Wikidata |
|        | casa Yvars                                 | Ulldecona | casa         | Estil: arquitectura eclèctica                                            | 40° 35′ 44″ N, 0° 26′ 45″ E / 40.59547°N,0.44575°E ca:Major, 137                              | bé cultural d'interès local                          | Casa Yvars (Ulldecona)                                 | Modifica les dades a Wikidata |
|        | casa de la Comanda                         | Ulldecona | casa         | Estil: arquitectura romànica arquitectura gòtica 15th century            | 40° 35′ 51″ N, 0° 26′ 45″ E / 40.597566°N,0.445917°E ca:Carrer de l' Encomanda, 3-5 137 msnm  | bé d'interès cultural bé cultural d'interès nacional | Casa de la Comanda                                     | Modifica les dades a Wikidata |
|        | casa de la Feligresa                       | Ulldecona | casa         | Arquitecte: Cèsar Martinell i Brunet Estil: arquitectura modernista 1921 | 40° 35′ 49″ N, 0° 26′ 50″ E / 40.597023°N,0.447354°E ca:Plaça de l'Església, 3                | bé cultural d'interès local                          | Casa de la Feligresa                                   | Modifica les dades a Wikidata |
|        | casa del Gato                              | Ulldecona | casa         | Estil: modernisme català arquitectura modernista                         | 40° 35′ 46″ N, 0° 26′ 55″ E / 40.59607°N,0.44856°E ca:Sant Antoni, 13                         | bé cultural d'interès local                          | Casa del Gato (Ulldecona)                              | Modifica les dades a Wikidata |
|        | casa dels Campos                           | Ulldecona | casa         | Estil: arquitectura popular                                              | 40° 35′ 48″ N, 0° 26′ 37″ E / 40.59667°N,0.44373°E ca:Calvari, 59                             | bé integrant del patrimoni cultural català           | Casa dels Campos (Ulldecona)                           | Modifica les dades a Wikidata |
|        | casa dels Giné i Martorell                 | Ulldecona | casa         | Estil: arquitectura popular                                              | 40° 35′ 47″ N, 0° 26′ 45″ E / 40.59635°N,0.44582°E                                            | bé cultural d'interès local                          | Casa dels Giné i Martorell (Ulldecona)                 | Modifica les dades a Wikidata |
|        | habitatge al carrer Francesc Sans Borja, 5 | Ulldecona | casa         |                                                                          | 40° 35′ 51″ N, 0° 26′ 59″ E / 40.59749°N,0.4497°E                                             |                                                      | Carrer Francesc Sans Borja, 5 (Ulldecona)              | Modifica les dades a Wikidata |
|        | habitatge al carrer Francesc Sans Borja, 7 | Ulldecona | casa         | Estil: noucentisme                                                       | 40° 35′ 51″ N, 0° 26′ 59″ E / 40.59747°N,0.4498°E                                             | bé integrant del patrimoni cultural català           | Carrer Francesc Sans Borja, 7 (Ulldecona)              | Modifica les dades a Wikidata |
|        | habitatge al carrer Major, 167             | Ulldecona | casa         | Estil: arquitectura popular                                              | 40° 35′ 40″ N, 0° 26′ 41″ E / 40.59449°N,0.44464°E                                            | bé integrant del patrimoni cultural català           | Carrer Major, 167 (Ulldecona)                          | Modifica les dades a Wikidata |
|        | habitatge al carrer Murada de Baix, 73     | Ulldecona | casa         | Estil: noucentisme                                                       | 40° 35′ 49″ N, 0° 26′ 56″ E / 40.59695°N,0.44883°E                                            | bé integrant del patrimoni cultural català           | Carrer Murada de Baix, 73 (Ulldecona)                  | Modifica les dades a Wikidata |
|        | habitatge al carrer Pilar, 5               | Ulldecona | casa         | Estil: noucentisme                                                       | 40° 35′ 51″ N, 0° 26′ 51″ E / 40.59758°N,0.4476°E                                             | bé integrant del patrimoni cultural català           | Carrer Pilar, 5 (Ulldecona)                            | Modifica les dades a Wikidata |
|        | habitatge al carrer Puríssima, 21          | Ulldecona | casa         | Estil: arquitectura eclèctica                                            | 40° 35′ 47″ N, 0° 26′ 45″ E / 40.59641°N,0.44575°E                                            | bé cultural d'interès local                          | Carrer Puríssima, 21 (Ulldecona)                       | Modifica les dades a Wikidata |
|        | habitatge al carrer Sant Cristòfol, 36     | Ulldecona | casa         | Estil: noucentisme                                                       | 40° 35′ 54″ N, 0° 26′ 50″ E / 40.5984°N,0.44722°E                                             | bé integrant del patrimoni cultural català           | Carrer Sant Cristòfol, 36 (Ulldecona)                  | Modifica les dades a Wikidata |
|        | habitatge al carrer Sant Lluc, 27          | Ulldecona | casa         | Estil: noucentisme                                                       | 40° 35′ 52″ N, 0° 26′ 47″ E / 40.59774°N,0.4463°E                                             | bé integrant del patrimoni cultural català           | Carrer Sant Lluc, 27 (Ulldecona)                       | Modifica les dades a Wikidata |
|        | habitatge al carrer de l'Estació, 31       | Ulldecona | casa         | Estil: arquitectura modernista noucentisme                               | 40° 35′ 45″ N, 0° 26′ 55″ E / 40.595833333333°N,0.44861111111111°E ca:Carrer de l'Estació, 31 | bé integrant del patrimoni cultural català           | Carrer de l'Estació, 31 (Ulldecona)                    | Modifica les dades a Wikidata |
|        | habitatge al carrer de l'Estació, 49       | Ulldecona | casa         | Estil: noucentisme                                                       | 40° 35′ 50″ N, 0° 27′ 01″ E / 40.59709°N,0.45024°E                                            | bé integrant del patrimoni cultural català           | Carrer de l'Estació, 49 (Ulldecona)                    | Modifica les dades a Wikidata |

## cementiri
| imatge | Nom                            | Ubicat a  | instància de | Detalls                       | coordenades                                                          | Protecció                                  | Commons (més fotos) | Dades a WD                    |
| ------ | ------------------------------ | --------- | ------------ | ----------------------------- | -------------------------------------------------------------------- | ------------------------------------------ | ------------------- | ----------------------------- |
|        | Cementeri de Sant Joan del Pas | Ulldecona | cementiri    |                               | 40° 36′ 39″ N, 0° 23′ 54″ E / 40.6108394831046°N,0.398294419863015°E |                                            |                     | Modifica les dades a Wikidata |
|        | cementiri d'Ulldecona          | Ulldecona | cementiri    | Estil: arquitectura eclèctica | 40° 35′ 09″ N, 0° 26′ 55″ E / 40.58571°N,0.44865°E                   | bé integrant del patrimoni cultural català | Ulldecona Cemetery  | Modifica les dades a Wikidata |

## creu de terme
| imatge | Nom                            | Ubicat a  | instància de  | Detalls                     | coordenades                                          | Protecció                                  | Commons (més fotos)                  | Dades a WD                    |
| ------ | ------------------------------ | --------- | ------------- | --------------------------- | ---------------------------------------------------- | ------------------------------------------ | ------------------------------------ | ----------------------------- |
|        | Creu de terme de les Ventalles | Ulldecona | creu de terme | Estil: arquitectura gòtica  |                                                      | bé integrant del patrimoni cultural català |                                      | Modifica les dades a Wikidata |
|        | creu de terme d'Ulldecona      | Ulldecona | creu de terme | Estil: arquitectura gòtica  | 40° 37′ 59″ N, 0° 28′ 13″ E / 40.633008°N,0.47019°E  | bé integrant del patrimoni cultural català | Creu de terme (Ulldecona)            | Modifica les dades a Wikidata |
|        | creu de terme de la Capelleta  | Ulldecona | creu de terme | Estil: arquitectura popular | 40° 37′ 34″ N, 0° 28′ 50″ E / 40.626085°N,0.480501°E | bé integrant del patrimoni cultural català | Creu de terme de la Capelleta        | Modifica les dades a Wikidata |
|        | creu de terme del Lloret       | Ulldecona | creu de terme | Estil: arquitectura gòtica  | 40° 35′ 31″ N, 0° 26′ 34″ E / 40.59189°N,0.44285°E   | bé integrant del patrimoni cultural català | Creu de terme del Lloret (Ulldecona) | Modifica les dades a Wikidata |

## edifici
| imatge | Nom                                       | Ubicat a  | instància de | Detalls                           | coordenades                                                                                  | Protecció                                  | Commons (més fotos)                             | Dades a WD                    |
| ------ | ----------------------------------------- | --------- | ------------ | --------------------------------- | -------------------------------------------------------------------------------------------- | ------------------------------------------ | ----------------------------------------------- | ----------------------------- |
|        | Antic convent de les Carmelites Descalces | Ulldecona | edifici      | Estil: historicisme arquitectònic | 40° 35′ 55″ N, 0° 26′ 56″ E / 40.59851°N,0.449°E                                             | bé integrant del patrimoni cultural català | Convent de les Carmelites Descalces d'Ulldecona | Modifica les dades a Wikidata |
|        | Calvari d'Ulldecona                       | Ulldecona | edifici      | Estil: arquitectura eclèctica     | 40° 35′ 20″ N, 0° 26′ 53″ E / 40.588918°N,0.448091°E ca:Puig del Calvari. Camí del cementiri | bé cultural d'interès local                |                                                 | Modifica les dades a Wikidata |
|        | Cooperativa Agrícola d'Ulldecona          | Ulldecona | edifici      |                                   | 40° 35′ 36″ N, 0° 26′ 38″ E / 40.5932°N,0.44401°E                                            | bé cultural d'interès local                | Cooperativa Agrícola (Ulldecona)                | Modifica les dades a Wikidata |
|        | Escoles municipals                        | Ulldecona | edifici      | Estil: noucentisme                | 40° 35′ 57″ N, 0° 26′ 26″ E / 40.5991°N,0.44052°E ca:Av. Escoles                             | bé cultural d'interès local                | Escoles municipals (Ulldecona)                  | Modifica les dades a Wikidata |
|        | Molló de la Llacuna                       | Ulldecona | edifici      | Estil: arquitectura popular       | 40° 37′ 20″ N, 0° 28′ 24″ E / 40.62232°N,0.473328°E 127 msnm                                 | bé cultural d'interès local                |                                                 | Modifica les dades a Wikidata |
|        | Orfeó Ulldeconenc                         | Ulldecona | edifici      | Estil: noucentisme                | 40° 35′ 42″ N, 0° 26′ 43″ E / 40.59508°N,0.44532°E                                           | bé cultural d'interès local                | Orfeó Ulldeconenc                               | Modifica les dades a Wikidata |
|        | Porxos de la plaça de l'Església          | Ulldecona | edifici      | Estil: arquitectura popular       | 40° 35′ 49″ N, 0° 26′ 51″ E / 40.597053°N,0.447379°E ca:Plaça de l'Església                  | bé cultural d'interès local                | Plaça de l'Església (Ulldecona)                 | Modifica les dades a Wikidata |

## edifici històric
| imatge | Nom                                         | Ubicat a  | instància de            | Detalls | coordenades                                                          | Protecció | Commons (més fotos) | Dades a WD                    |
| ------ | ------------------------------------------- | --------- | ----------------------- | ------- | -------------------------------------------------------------------- | --------- | ------------------- | ----------------------------- |
|        | Pintures rupestres de les Coves de l'Ermita | Ulldecona | edifici històric        |         | 40° 37′ 52″ N, 0° 28′ 03″ E / 40.6310689352046°N,0.467488511285861°E |           |                     | Modifica les dades a Wikidata |
|        | los Castells                                | Ulldecona | edifici històric menhir |         | 40° 36′ 17″ N, 0° 29′ 48″ E / 40.604800658931°N,0.49673654755941°E   |           |                     | Modifica les dades a Wikidata |

## entitat singular de població
| imatge | Nom               | Ubicat a  | instància de                                   | Detalls  | coordenades                                                       | Protecció | Commons (més fotos)    | Dades a WD                    |
| ------ | ----------------- | --------- | ---------------------------------------------- | -------- | ----------------------------------------------------------------- | --------- | ---------------------- | ----------------------------- |
|        | Sant Joan del Pas | Ulldecona | entitat singular de població                   | 144 hab  | 40° 36′ 19″ N, 0° 23′ 36″ E / 40.60519722°N,0.39338611°E 200 msnm |           | Sant Joan del Pas      | Modifica les dades a Wikidata |
|        | Ulldecona         | Ulldecona | entitat singular de població capital municipal | 5933 hab | 40° 35′ 50″ N, 0° 26′ 50″ E / 40.59734°N,0.44718°E 132 msnm       |           |                        | Modifica les dades a Wikidata |
|        | el Castell        | Ulldecona | entitat singular de població                   | 158 hab  | 40° 36′ 33″ N, 0° 20′ 55″ E / 40.609121°N,0.348633°E 244 msnm     |           | El Castell (Ulldecona) | Modifica les dades a Wikidata |
|        | els Valentins     | Ulldecona | entitat singular de població                   | 302 hab  | 40° 37′ 37″ N, 0° 21′ 58″ E / 40.627042°N,0.366047°E 214 msnm     |           | Els Valentins          | Modifica les dades a Wikidata |
|        | la Miliana        | Ulldecona | entitat singular de població                   | 36 hab   | 40° 38′ 22″ N, 0° 24′ 54″ E / 40.63944444°N,0.415°E 252 msnm      |           | La Miliana             | Modifica les dades a Wikidata |
|        | les Ventalles     | Ulldecona | entitat singular de població                   | 25 hab   | 40° 38′ 41″ N, 0° 29′ 50″ E / 40.64472222°N,0.49722222°E 144 msnm |           | Les Ventalles          | Modifica les dades a Wikidata |

## església
| imatge | Nom                                          | Ubicat a  | instància de              | Detalls                                                                                             | coordenades                                                              | Protecció                   | Commons (més fotos)                                      | Dades a WD                    |
| ------ | -------------------------------------------- | --------- | ------------------------- | --------------------------------------------------------------------------------------------------- | ------------------------------------------------------------------------ | --------------------------- | -------------------------------------------------------- | ----------------------------- |
|        | Casa de Cultura                              | Ulldecona | església                  | Estil: arquitectura barroca                                                                         | 40° 35′ 54″ N, 0° 26′ 54″ E / 40.59823°N,0.44828°E                       | bé cultural d'interès local | Casa de Cultura (Ulldecona)                              | Modifica les dades a Wikidata |
|        | Ermita de la Pietat                          | Ulldecona | església ermita           | Estil: arquitectura romànica arquitectura gòtica arquitectura barroca 13rd century Estat: bon estat | 40° 37′ 59″ N, 0° 28′ 13″ E / 40.632965°N,0.470334°E ca:Camí de l'Ermita | bé cultural d'interès local | Ermita de la Pietat d'Ulldecona                          | Modifica les dades a Wikidata |
|        | Mare de Déu de Loreto d'Ulldecona            | Ulldecona | església ermita           | Estil: arquitectura popular                                                                         | 40° 35′ 31″ N, 0° 26′ 34″ E / 40.591845°N,0.442861°E                     | bé cultural d'interès local | Mare de Déu de Loreto d'Ulldecona                        | Modifica les dades a Wikidata |
|        | Sant Joan Baptista de Sant Joan del Pas      | Ulldecona | església                  | Estil: arquitectura popular                                                                         | 40° 36′ 20″ N, 0° 23′ 35″ E / 40.6056°N,0.3931°E                         | bé cultural d'interès local | Sant Joan Baptista de Sant Joan del Pas                  | Modifica les dades a Wikidata |
|        | Sant Joan de les Ventalles                   | Ulldecona | església                  | Estil: arquitectura romànica                                                                        | 40° 38′ 43″ N, 0° 29′ 50″ E / 40.645295°N,0.497151°E                     | bé cultural d'interès local |                                                          | Modifica les dades a Wikidata |
|        | Sant Lluc                                    | Ulldecona | església                  | Estil: arquitectura gòtica                                                                          | 40° 35′ 49″ N, 0° 26′ 49″ E / 40.597081°N,0.446988°E                     | bé cultural d'interès local | Església de Sant Lluc d'Ulldecona                        | Modifica les dades a Wikidata |
|        | Santa Maria                                  | Ulldecona | església edifici històric | | 40° 35′ 40″ N, 0° 25′ 51″ E / 40.594536509705°N,0.430890253243991°E      |                             |                                                          | Modifica les dades a Wikidata |
|        | Santa Rosa                                   | Ulldecona | església edifici històric | | 40° 37′ 51″ N, 0° 24′ 01″ E / 40.6308735859668°N,0.400365782080898°E     |                             |                                                          | Modifica les dades a Wikidata |
|        | església de Sant Antoni de Pàdua             | Ulldecona | església                  | Estil: arquitectura popular                                                                         | 40° 37′ 41″ N, 0° 21′ 54″ E / 40.62792°N,0.364952°E                      | bé cultural d'interès local | Sant Antoni de Pàdua d'Ulldecona                         | Modifica les dades a Wikidata |
|        | església del Convent de les Monges Agustines | Ulldecona | església                  | Estil: arquitectura neoclàssica                                                                     | 40° 35′ 46″ N, 0° 26′ 47″ E / 40.596067°N,0.446382°E                     | bé cultural d'interès local | Església del Convent de les Monges Agustines (Ulldecona) | Modifica les dades a Wikidata |
|        | la Capelleta                                 | Ulldecona | església edifici històric | | 40° 37′ 38″ N, 0° 28′ 55″ E / 40.6271593663611°N,0.481882101658611°E     |                             |                                                          | Modifica les dades a Wikidata |

## font
| imatge | Nom                  | Ubicat a  | instància de | Detalls | coordenades                                                          | Protecció | Commons (més fotos) | Dades a WD                    |
| ------ | -------------------- | --------- | ------------ | ------- | -------------------------------------------------------------------- | --------- | ------------------- | ----------------------------- |
|        | font del Mas de Comú | Ulldecona | font         |         | 40° 37′ 25″ N, 0° 31′ 57″ E / 40.6237°N,0.53244°E                    |           |                     | Modifica les dades a Wikidata |
|        | font del Noi         | Ulldecona | font         |         | 40° 35′ 02″ N, 0° 29′ 56″ E / 40.583842174781°N,0.498867365710793°E  |           |                     | Modifica les dades a Wikidata |
|        | font dels Castellans | Ulldecona | font         |         | 40° 34′ 17″ N, 0° 29′ 07″ E / 40.5713499171574°N,0.485240622949456°E |           |                     | Modifica les dades a Wikidata |

## granja
| imatge | Nom                 | Ubicat a  | instància de | Detalls | coordenades                                                          | Protecció | Commons (més fotos) | Dades a WD                    |
| ------ | ------------------- | --------- | ------------ | ------- | -------------------------------------------------------------------- | --------- | ------------------- | ----------------------------- |
|        | Granges Montserrat  | Ulldecona | granja       |         | 40° 37′ 27″ N, 0° 29′ 03″ E / 40.6242734995051°N,0.484201222829771°E |           |                     | Modifica les dades a Wikidata |
|        | Granges de Balaguer | Ulldecona | granja       |         | 40° 37′ 47″ N, 0° 23′ 56″ E / 40.629658524216°N,0.3988631832849°E    |           |                     | Modifica les dades a Wikidata |
|        | Granges de Borrasca | Ulldecona | granja       |         | 40° 37′ 33″ N, 0° 29′ 36″ E / 40.6258232180226°N,0.493328752497356°E |           |                     | Modifica les dades a Wikidata |
|        | Granges de Boveda   | Ulldecona | granja       |         | 40° 37′ 18″ N, 0° 24′ 06″ E / 40.621612240673°N,0.40153975791584°E   |           |                     | Modifica les dades a Wikidata |
|        | Granges de Castell  | Ulldecona | granja       |         | 40° 36′ 45″ N, 0° 23′ 41″ E / 40.612453059404°N,0.39480319723013°E   |           |                     | Modifica les dades a Wikidata |
|        | Granges de Climent  | Ulldecona | granja       |         | 40° 36′ 48″ N, 0° 28′ 14″ E / 40.613234304854°N,0.47041832877374°E   |           |                     | Modifica les dades a Wikidata |
|        | Granges de Morano   | Ulldecona | granja       |         | 40° 37′ 20″ N, 0° 28′ 04″ E / 40.62218244766°N,0.46771632406607°E    |           |                     | Modifica les dades a Wikidata |
|        | Granja Agasa        | Ulldecona | granja       |         | 40° 35′ 02″ N, 0° 27′ 14″ E / 40.5837528375737°N,0.453987086225751°E |           |                     | Modifica les dades a Wikidata |
|        | Granja Aniceto      | Ulldecona | granja       |         | 40° 37′ 50″ N, 0° 22′ 33″ E / 40.630438011767°N,0.375945158819761°E  |           |                     | Modifica les dades a Wikidata |
|        | Granja Galan        | Ulldecona | granja       |         | 40° 37′ 25″ N, 0° 27′ 53″ E / 40.6235510682894°N,0.464769979555786°E |           |                     | Modifica les dades a Wikidata |
|        | Granja V. Sales     | Ulldecona | granja       |         | 40° 35′ 09″ N, 0° 28′ 29″ E / 40.5858453977478°N,0.474619270088742°E |           |                     | Modifica les dades a Wikidata |
|        | Granja de Roig      | Ulldecona | granja       |         | 40° 37′ 16″ N, 0° 27′ 54″ E / 40.6210444802136°N,0.465065769510879°E |           |                     | Modifica les dades a Wikidata |
|        | Granja del Pucurull | Ulldecona | granja       |         | 40° 39′ 08″ N, 0° 25′ 48″ E / 40.6522514690919°N,0.429870942611231°E |           |                     | Modifica les dades a Wikidata |

## jaciment arqueològic
| imatge | Nom                        | Ubicat a  | instància de                                | Detalls | coordenades                                                        | Protecció                                                                                        | Commons (més fotos) | Dades a WD                    |
| ------ | -------------------------- | --------- | ------------------------------------------- | ------- | ------------------------------------------------------------------ | ------------------------------------------------------------------------------------------------ | ------------------- | ----------------------------- |
|        | Abric d'Ermites I          | Ulldecona | jaciment arqueològic gruta amb art rupestre |         | 40° 37′ 55″ N, 0° 27′ 56″ E / 40.631944444444°N,0.46555555555556°E | lloc component de Patrimoni de la Humanitat bé cultural d'interès nacional                       | Abrics d'Ermites    | Modifica les dades a Wikidata |
|        | Abric d'Ermites II         | Ulldecona | jaciment arqueològic gruta amb art rupestre |         | 40° 37′ 57″ N, 0° 27′ 56″ E / 40.632461°N,0.465692°E               | lloc component de Patrimoni de la Humanitat bé cultural d'interès nacional                       |                     | Modifica les dades a Wikidata |
|        | Abric d'Ermites IIIa       | Ulldecona | jaciment arqueològic gruta amb art rupestre |         | 40° 37′ 57″ N, 0° 27′ 57″ E / 40.632524°N,0.465795°E               | lloc component de Patrimoni de la Humanitat bé d'interès cultural bé cultural d'interès nacional |                     | Modifica les dades a Wikidata |
|        | Abric d'Ermites IIIb       | Ulldecona | jaciment arqueològic gruta amb art rupestre |         | 40° 37′ 57″ N, 0° 27′ 59″ E / 40.632549°N,0.466345°E               | lloc component de Patrimoni de la Humanitat bé cultural d'interès nacional                       |                     | Modifica les dades a Wikidata |
|        | Abric d'Ermites IV         | Ulldecona | jaciment arqueològic gruta amb art rupestre |         | 40° 37′ 57″ N, 0° 28′ 00″ E / 40.632622°N,0.4666°E                 | lloc component de Patrimoni de la Humanitat bé cultural d'interès nacional                       | Abrics d'Ermites    | Modifica les dades a Wikidata |
|        | Abric d'Ermites IX         | Ulldecona | jaciment arqueològic gruta amb art rupestre |         | 40° 37′ 58″ N, 0° 28′ 05″ E / 40.632781°N,0.467932°E               | lloc component de Patrimoni de la Humanitat bé cultural d'interès nacional                       |                     | Modifica les dades a Wikidata |
|        | Abric d'Ermites V          | Ulldecona | jaciment arqueològic gruta amb art rupestre |         | 40° 37′ 55″ N, 0° 27′ 56″ E / 40.631947°N,0.465449°E               | lloc component de Patrimoni de la Humanitat bé d'interès cultural bé cultural d'interès nacional |                     | Modifica les dades a Wikidata |
|        | Abric d'Ermites V exterior | Ulldecona | jaciment arqueològic gruta amb art rupestre |         | 40° 37′ 55″ N, 0° 27′ 56″ E / 40.631947°N,0.465449°E               | lloc component de Patrimoni de la Humanitat                                                      |                     | Modifica les dades a Wikidata |
|        | Abric d'Ermites VI         | Ulldecona | jaciment arqueològic gruta amb art rupestre |         | 40° 37′ 57″ N, 0° 28′ 03″ E / 40.632414°N,0.467419°E               | lloc component de Patrimoni de la Humanitat bé cultural d'interès nacional                       |                     | Modifica les dades a Wikidata |
|        | Abric d'Ermites VII        | Ulldecona | jaciment arqueològic gruta amb art rupestre |         | 40° 37′ 57″ N, 0° 28′ 03″ E / 40.632439°N,0.467566°E               | lloc component de Patrimoni de la Humanitat bé cultural d'interès nacional                       |                     | Modifica les dades a Wikidata |
|        | Abric d'Ermites VIII       | Ulldecona | jaciment arqueològic gruta amb art rupestre |         | 40° 37′ 58″ N, 0° 28′ 04″ E / 40.632641°N,0.467778°E               | lloc component de Patrimoni de la Humanitat bé cultural d'interès nacional                       |                     | Modifica les dades a Wikidata |
|        | Abric d'Esquarterades I    | Ulldecona | jaciment arqueològic gruta amb art rupestre |         | 40° 38′ 07″ N, 0° 28′ 28″ E / 40.63526°N,0.47451°E                 | bé d'interès cultural lloc component de Patrimoni de la Humanitat bé cultural d'interès nacional |                     | Modifica les dades a Wikidata |
|        | Abric d'Esquarterades II   | Ulldecona | jaciment arqueològic gruta amb art rupestre |         | 40° 38′ 08″ N, 0° 28′ 32″ E / 40.6356°N,0.4756°E                   | bé d'interès cultural lloc component de Patrimoni de la Humanitat bé cultural d'interès nacional |                     | Modifica les dades a Wikidata |
|        | Abrics d'Ermites           | Ulldecona | jaciment arqueològic gruta amb art rupestre |         | 40° 37′ 55″ N, 0° 27′ 56″ E / 40.631947°N,0.465449°E               | bé d'interès cultural bé cultural d'interès nacional                                             | Abrics d'Ermites    | Modifica les dades a Wikidata |

## masia
| imatge | Nom                              | Ubicat a  | instància de | Detalls                                  | coordenades | Protecció                                  | Commons (més fotos)           | Dades a WD                    |
| ------ | -------------------------------- | --------- | ------------ | ---------------------------------------- | --- | ------------------------------------------ | ----------------------------- | ----------------------------- |
|        | Barraques del Blau               | Ulldecona | masia        |                                          | 40° 40′ 35″ N, 0° 23′ 37″ E / 40.6763984605947°N,0.393651758979349°E                                            |                                            |                               | Modifica les dades a Wikidata |
|        | Bordales                         | Ulldecona | masia        |                                          | 40° 36′ 37″ N, 0° 20′ 22″ E / 40.610287036444°N,0.33933810579941°E                                              |                                            |                               | Modifica les dades a Wikidata |
|        | Caseta d'Albiol del Godall       | Ulldecona | masia        |                                          | 40° 40′ 23″ N, 0° 22′ 43″ E / 40.6731759191611°N,0.378634595367777°E                                            |                                            |                               | Modifica les dades a Wikidata |
|        | Caseta de Cap Tou                | Ulldecona | masia        |                                          | 40° 41′ 26″ N, 0° 23′ 01″ E / 40.6905635094303°N,0.383550029965116°E                                            |                                            |                               | Modifica les dades a Wikidata |
|        | Caseta de Carlos de Xapa         | Ulldecona | masia        |                                          | 40° 40′ 56″ N, 0° 23′ 59″ E / 40.6822001919054°N,0.399684692641987°E                                            |                                            |                               | Modifica les dades a Wikidata |
|        | Caseta de Cervera                | Ulldecona | masia        |                                          | 40° 40′ 03″ N, 0° 23′ 41″ E / 40.6674703904743°N,0.394768514595145°E                                            |                                            |                               | Modifica les dades a Wikidata |
|        | Caseta de Cinta Arasa            | Ulldecona | masia        |                                          | 40° 40′ 25″ N, 0° 22′ 02″ E / 40.6736885380321°N,0.367127249383996°E                                            |                                            |                               | Modifica les dades a Wikidata |
|        | Caseta de Daniel de la Galera    | Ulldecona | masia        |                                          | 40° 40′ 01″ N, 0° 22′ 37″ E / 40.6669392740041°N,0.376891680091492°E                                            |                                            |                               | Modifica les dades a Wikidata |
|        | Caseta de Favar de Santa Bàrbara | Ulldecona | masia        |                                          | 40° 40′ 56″ N, 0° 22′ 51″ E / 40.6821410671577°N,0.380744186954434°E                                            |                                            |                               | Modifica les dades a Wikidata |
|        | Caseta de Fidela                 | Ulldecona | masia        |                                          | 40° 40′ 18″ N, 0° 23′ 32″ E / 40.6717200487298°N,0.392296155673597°E                                            |                                            |                               | Modifica les dades a Wikidata |
|        | Caseta de Joan Aragonès          | Ulldecona | masia        |                                          | 40° 40′ 16″ N, 0° 23′ 06″ E / 40.6711672265815°N,0.384983161750146°E                                            |                                            |                               | Modifica les dades a Wikidata |
|        | Caseta de Joaquim de Godall      | Ulldecona | masia        |                                          | 40° 40′ 12″ N, 0° 24′ 01″ E / 40.6700731922307°N,0.400345421447195°E                                            |                                            |                               | Modifica les dades a Wikidata |
|        | Caseta de Magí                   | Ulldecona | masia        |                                          | 40° 40′ 05″ N, 0° 22′ 19″ E / 40.6681161791114°N,0.372007329859835°E                                            |                                            |                               | Modifica les dades a Wikidata |
|        | Caseta de Ramonet                | Ulldecona | masia        |                                          | 40° 41′ 24″ N, 0° 23′ 04″ E / 40.6900089989513°N,0.384518393532768°E                                            |                                            |                               | Modifica les dades a Wikidata |
|        | Caseta de Roda                   | Ulldecona | masia        |                                          | 40° 40′ 10″ N, 0° 23′ 09″ E / 40.6694951660666°N,0.385923916188537°E                                            |                                            |                               | Modifica les dades a Wikidata |
|        | Caseta de Roquetes               | Ulldecona | masia        |                                          | 40° 40′ 50″ N, 0° 22′ 32″ E / 40.68047294918°N,0.3755909894475°E                                                |                                            |                               | Modifica les dades a Wikidata |
|        | Caseta de Tratohecho             | Ulldecona | masia        |                                          | 40° 40′ 36″ N, 0° 23′ 57″ E / 40.6767673405524°N,0.399221575119984°E                                            |                                            |                               | Modifica les dades a Wikidata |
|        | Caseta del Guarda Forestal       | Ulldecona | masia        |                                          | 40° 40′ 44″ N, 0° 23′ 12″ E / 40.6787602646421°N,0.386567438801727°E                                            |                                            |                               | Modifica les dades a Wikidata |
|        | Caseta dels Marcelinos           | Ulldecona | masia        |                                          | 40° 36′ 53″ N, 0° 30′ 48″ E / 40.6148316938382°N,0.513207561425083°E                                            |                                            |                               | Modifica les dades a Wikidata |
|        | Caseta dels Mesellets            | Ulldecona | masia        |                                          | 40° 40′ 02″ N, 0° 22′ 10″ E / 40.667120199809°N,0.369408549389125°E                                             |                                            |                               | Modifica les dades a Wikidata |
|        | Caseta dels Tomasos              | Ulldecona | masia        |                                          | 40° 40′ 43″ N, 0° 23′ 50″ E / 40.6787405664581°N,0.397251834494352°E                                            |                                            |                               | Modifica les dades a Wikidata |
|        | Casetes de Caramelo              | Ulldecona | masia        |                                          | 40° 38′ 49″ N, 0° 21′ 32″ E / 40.6469307622393°N,0.358979525833852°E                                            |                                            |                               | Modifica les dades a Wikidata |
|        | Casetes dels Fabres              | Ulldecona | masia        |                                          | 40° 40′ 04″ N, 0° 21′ 42″ E / 40.667886208136°N,0.36153560507306°E                                              |                                            |                               | Modifica les dades a Wikidata |
|        | Manals                           | Ulldecona | masia        |                                          | 40° 37′ 49″ N, 0° 22′ 03″ E / 40.6302014835824°N,0.367536706322446°E                                            |                                            |                               | Modifica les dades a Wikidata |
|        | Mas                              | Ulldecona | masia        | Estil: arquitectura popular              | 40° 35′ 28″ N, 0° 25′ 58″ E / 40.59103°N,0.43265°E                                                              | bé integrant del patrimoni cultural català | Mas el Banyador (Ulldecona)   | Modifica les dades a Wikidata |
|        | Mas d'en Berga de Baix           | Ulldecona | masia        |                                          | 40° 38′ 39″ N, 0° 22′ 29″ E / 40.6441977233529°N,0.374601870971581°E                                            |                                            |                               | Modifica les dades a Wikidata |
|        | Mas d'en Verga de Dalt           | Ulldecona | masia        |                                          | 40° 38′ 38″ N, 0° 22′ 29″ E / 40.6439550105067°N,0.374623213004542°E                                            |                                            |                               | Modifica les dades a Wikidata |
|        | Mas de Bibiel                    | Ulldecona | masia        |                                          | 40° 38′ 22″ N, 0° 29′ 35″ E / 40.6395183847051°N,0.493088186933208°E                                            |                                            |                               | Modifica les dades a Wikidata |
|        | Mas de Bocanegra                 | Ulldecona | masia        |                                          | 40° 35′ 54″ N, 0° 28′ 00″ E / 40.598443244233°N,0.466641068285338°E                                             |                                            |                               | Modifica les dades a Wikidata |
|        | Mas de Cervera                   | Ulldecona | masia        |                                          | 40° 39′ 29″ N, 0° 24′ 56″ E / 40.657955044647°N,0.41550489316566°E                                              |                                            |                               | Modifica les dades a Wikidata |
|        | Mas de Claudino                  | Ulldecona | masia        |                                          | 40° 37′ 08″ N, 0° 23′ 17″ E / 40.6189100278527°N,0.387921740076405°E                                            |                                            |                               | Modifica les dades a Wikidata |
|        | Mas de Fabra                     | Ulldecona | masia        |                                          | 40° 36′ 27″ N, 0° 29′ 56″ E / 40.607551902733°N,0.49899756713542°E                                              |                                            |                               | Modifica les dades a Wikidata |
|        | Mas de Fitol                     | Ulldecona | masia        |                                          | 40° 37′ 35″ N, 0° 21′ 27″ E / 40.6263895271648°N,0.357602367697846°E                                            |                                            |                               | Modifica les dades a Wikidata |
|        | Mas de Libori                    | Ulldecona | masia        |                                          | 40° 34′ 56″ N, 0° 29′ 43″ E / 40.582249026176°N,0.49521514796714°E                                              |                                            |                               | Modifica les dades a Wikidata |
|        | Mas de Lluna                     | Ulldecona | masia        |                                          | 40° 37′ 49″ N, 0° 22′ 43″ E / 40.630256232659°N,0.378647844729059°E                                             |                                            |                               | Modifica les dades a Wikidata |
|        | Mas de Mangraner                 | Ulldecona | masia        |                                          | 40° 37′ 13″ N, 0° 22′ 57″ E / 40.6201856066603°N,0.38259990505596°E                                             |                                            |                               | Modifica les dades a Wikidata |
|        | Mas de Mulet                     | Ulldecona | masia        |                                          | 40° 35′ 40″ N, 0° 30′ 15″ E / 40.5944794713195°N,0.504249051705269°E                                            |                                            |                               | Modifica les dades a Wikidata |
|        | Mas de Patricio                  | Ulldecona | masia        | Estil: arquitectura popular              | 40° 39′ 38″ N, 0° 25′ 37″ E / 40.66051°N,0.42696°E                                                              | bé integrant del patrimoni cultural català |                               | Modifica les dades a Wikidata |
|        | Mas de Polit                     | Ulldecona | masia        |                                          | 40° 39′ 43″ N, 0° 24′ 57″ E / 40.661862133313°N,0.415745521651984°E                                             |                                            |                               | Modifica les dades a Wikidata |
|        | Mas de Rector                    | Ulldecona | masia        |                                          | 40° 37′ 00″ N, 0° 29′ 44″ E / 40.6165577792851°N,0.495554745565369°E                                            |                                            |                               | Modifica les dades a Wikidata |
|        | Mas de Rosalea                   | Ulldecona | masia        |                                          | 40° 36′ 31″ N, 0° 31′ 10″ E / 40.6084828076306°N,0.519553490295568°E                                            |                                            |                               | Modifica les dades a Wikidata |
|        | Mas de Samper                    | Ulldecona | masia        |                                          | 40° 36′ 08″ N, 0° 24′ 07″ E / 40.6022100512466°N,0.401879138643218°E                                            |                                            |                               | Modifica les dades a Wikidata |
|        | Mas de Tobies                    | Ulldecona | masia        |                                          | 40° 37′ 01″ N, 0° 21′ 29″ E / 40.617059755796°N,0.358076633584386°E                                             |                                            |                               | Modifica les dades a Wikidata |
|        | Mas de Valdés                    | Ulldecona | masia        |                                          | 40° 37′ 28″ N, 0° 24′ 18″ E / 40.624391804734°N,0.40497842601038°E                                              |                                            |                               | Modifica les dades a Wikidata |
|        | Mas de Valls                     | Ulldecona | masia        |                                          | 40° 41′ 34″ N, 0° 23′ 13″ E / 40.6928087145975°N,0.386834761029041°E                                            |                                            |                               | Modifica les dades a Wikidata |
|        | Mas de l'Arion                   | Ulldecona | masia        |                                          | 40° 37′ 25″ N, 0° 25′ 27″ E / 40.6236008567039°N,0.424302845656866°E                                            |                                            |                               | Modifica les dades a Wikidata |
|        | Mas de la Campa                  | Ulldecona | masia        |                                          | 40° 39′ 06″ N, 0° 23′ 05″ E / 40.6516578868139°N,0.384610127868027°E                                            |                                            |                               | Modifica les dades a Wikidata |
|        | Mas de la Colomera               | Ulldecona | masia        |                                          | 40° 37′ 48″ N, 0° 25′ 54″ E / 40.630099553885°N,0.431773220145473°E                                             |                                            |                               | Modifica les dades a Wikidata |
|        | Mas de la Floca                  | Ulldecona | masia        |                                          | 40° 37′ 52″ N, 0° 26′ 27″ E / 40.6309943247532°N,0.440830703594923°E                                            |                                            |                               | Modifica les dades a Wikidata |
|        | Mas de la Plorona                | Ulldecona | masia        |                                          | 40° 36′ 41″ N, 0° 22′ 33″ E / 40.611323367141°N,0.375901660292486°E                                             |                                            |                               | Modifica les dades a Wikidata |
|        | Mas de la Rata de Baix           | Ulldecona | masia        |                                          | 40° 37′ 57″ N, 0° 23′ 20″ E / 40.6325394646187°N,0.388773624632505°E                                            |                                            |                               | Modifica les dades a Wikidata |
|        | Mas de la Rata de Dalt           | Ulldecona | masia        |                                          | 40° 38′ 08″ N, 0° 23′ 19″ E / 40.6354624104903°N,0.38857690602943°E                                             |                                            |                               | Modifica les dades a Wikidata |
|        | Mas de la Senyalada              | Ulldecona | masia        |                                          | 40° 37′ 37″ N, 0° 21′ 14″ E / 40.6270277382007°N,0.35400693602805°E                                             |                                            |                               | Modifica les dades a Wikidata |
|        | Mas de la Torre                  | Ulldecona | masia        |                                          | 40° 36′ 56″ N, 0° 27′ 11″ E / 40.6156127791309°N,0.453190978493257°E                                            |                                            |                               | Modifica les dades a Wikidata |
|        | Mas de les Andones               | Ulldecona | masia        |                                          | 40° 38′ 25″ N, 0° 22′ 15″ E / 40.6401585363207°N,0.370870008042081°E                                            |                                            |                               | Modifica les dades a Wikidata |
|        | Mas de les Benites               | Ulldecona | masia        |                                          | 40° 36′ 28″ N, 0° 21′ 08″ E / 40.6077673700251°N,0.352320795724849°E                                            |                                            |                               | Modifica les dades a Wikidata |
|        | Mas del Comú                     | Ulldecona | masia        | Estil: arquitectura popular              | 40° 37′ 23″ N, 0° 31′ 56″ E / 40.62294°N,0.53209°E                                                              | bé integrant del patrimoni cultural català | Mas del Comú (Ulldecona)      | Modifica les dades a Wikidata |
|        | Mas del Dengo                    | Ulldecona | masia        |                                          | 40° 37′ 24″ N, 0° 26′ 18″ E / 40.623406805371°N,0.438247878912998°E                                             |                                            |                               | Modifica les dades a Wikidata |
|        | Mas del Noi                      | Ulldecona | masia        |                                          | 40° 35′ 00″ N, 0° 30′ 00″ E / 40.583251402604°N,0.49990349580265°E                                              |                                            |                               | Modifica les dades a Wikidata |
|        | Mas del Pepino                   | Ulldecona | masia        |                                          | 40° 38′ 22″ N, 0° 22′ 10″ E / 40.639322061675°N,0.369342047666205°E                                             |                                            |                               | Modifica les dades a Wikidata |
|        | Mas dels Macos                   | Ulldecona | masia        |                                          | 40° 36′ 30″ N, 0° 22′ 04″ E / 40.608237103651°N,0.36778413599671°E                                              |                                            |                               | Modifica les dades a Wikidata |
|        | Pou Juà                          | Ulldecona | masia        |                                          | 40° 37′ 38″ N, 0° 24′ 22″ E / 40.62711820165°N,0.40605502668536°E                                               |                                            |                               | Modifica les dades a Wikidata |
|        | Rajolar de Garrell               | Ulldecona | masia        |                                          | 40° 34′ 38″ N, 0° 27′ 07″ E / 40.5772670696718°N,0.451929517111054°E                                            |                                            |                               | Modifica les dades a Wikidata |
|        | Rajolar de Vailets               | Ulldecona | masia        |                                          | 40° 34′ 28″ N, 0° 29′ 22″ E / 40.5744927031441°N,0.489340115690037°E                                            |                                            |                               | Modifica les dades a Wikidata |
|        | Venta de la Punta                | Ulldecona | masia        | Estil: arquitectura popular 19th century | 40° 38′ 28″ N, 0° 21′ 16″ E / 40.64113°N,0.35433°E ca:Ctra. de la Sénia a Sta. Bàrbara, km 16, partida Mangrané | bé integrant del patrimoni cultural català | Venta de la Punta (Ulldecona) | Modifica les dades a Wikidata |
|        | Venta del Ros                    | Ulldecona | masia        |                                          | 40° 38′ 58″ N, 0° 23′ 26″ E / 40.649387989998°N,0.390576360148308°E                                             |                                            |                               | Modifica les dades a Wikidata |
|        | la Casa Negra                    | Ulldecona | masia        |                                          | 40° 36′ 14″ N, 0° 25′ 13″ E / 40.6039114661482°N,0.420308460991731°E                                            |                                            |                               | Modifica les dades a Wikidata |
|        | la Torreta                       | Ulldecona | masia        |                                          | 40° 35′ 28″ N, 0° 27′ 45″ E / 40.5911112669935°N,0.462546099144579°E                                            |                                            |                               | Modifica les dades a Wikidata |
|        | les Cases del Pas                | Ulldecona | masia        |                                          | 40° 36′ 14″ N, 0° 24′ 04″ E / 40.6037510291522°N,0.401110350137062°E                                            |                                            |                               | Modifica les dades a Wikidata |
|        | les Senioles                     | Ulldecona | masia        |                                          | 40° 38′ 45″ N, 0° 23′ 41″ E / 40.645777495949°N,0.39468945202781°E                                              |                                            |                               | Modifica les dades a Wikidata |
|        | lo Povet de la Llacuna           | Ulldecona | masia        |                                          | 40° 37′ 00″ N, 0° 28′ 01″ E / 40.6165831122102°N,0.46699574540878°E                                             |                                            |                               | Modifica les dades a Wikidata |

## molí
| imatge | Nom           | Ubicat a  | instància de   | Detalls                     | coordenades                                          | Protecció                                  | Commons (més fotos)       | Dades a WD                    |
| ------ | ------------- | --------- | -------------- | --------------------------- | ---------------------------------------------------- | ------------------------------------------ | ------------------------- | ----------------------------- |
|        | molí de Fibla | Ulldecona | molí Ús: trull | Estil: arquitectura popular | 40° 36′ 31″ N, 0° 20′ 56″ E / 40.60862°N,0.34889°E   | bé integrant del patrimoni cultural català | Molí de Fibla (Ulldecona) | Modifica les dades a Wikidata |
|        | molí de l'oli | Ulldecona | molí Ús: trull | Estil: noucentisme          | 40° 35′ 52″ N, 0° 27′ 04″ E / 40.597705°N,0.451164°E | bé cultural d'interès local                | Molí de l'oli (Ulldecona) | Modifica les dades a Wikidata |

## molí d'aigua
| imatge | Nom                  | Ubicat a  | instància de | Detalls                     | coordenades                                                             | Protecció                                  | Commons (més fotos)  | Dades a WD                    |
| ------ | -------------------- | --------- | ------------ | --------------------------- | ----------------------------------------------------------------------- | ------------------------------------------ | -------------------- | ----------------------------- |
|        | Molí de Bordales     | Ulldecona | molí d'aigua |                             | 40° 36′ 32″ N, 0° 20′ 15″ E / 40.6087501669433°N,0.337484833989656°E    |                                            |                      | Modifica les dades a Wikidata |
|        | Molí de l'Arbolí     | Ulldecona | molí d'aigua |                             | 40° 35′ 58″ N, 0° 24′ 28″ E / 40.5993075262464°N,0.407793848622325°E    |                                            |                      | Modifica les dades a Wikidata |
|        | Molí de l'Olivar     | Ulldecona | molí d'aigua |                             | 40° 35′ 00″ N, 0° 25′ 37″ E / 40.5832254800106°N,0.42695202454526°E     |                                            |                      | Modifica les dades a Wikidata |
|        | Molí de l'Om         | Ulldecona | molí d'aigua |                             | 40° 36′ 26″ N, 0° 21′ 29″ E / 40.6072741367859°N,0.357918636054852°E    |                                            |                      | Modifica les dades a Wikidata |
|        | Molí de la Figa      | Ulldecona | molí d'aigua |                             | 40° 36′ 26″ N, 0° 23′ 12″ E / 40.6073167624286°N,0.386695233721793°E    |                                            |                      | Modifica les dades a Wikidata |
|        | Molí de les Caixetes | Ulldecona | molí d'aigua |                             | 40° 33′ 16″ N, 0° 26′ 12″ E / 40.554439460955°N,0.43675852494947°E      |                                            |                      | Modifica les dades a Wikidata |
|        | Molí de les Canals   | Ulldecona | molí d'aigua |                             | 40° 33′ 24″ N, 0° 26′ 15″ E / 40.5566508911272°N,0.437370907824219°E    |                                            |                      | Modifica les dades a Wikidata |
|        | lo Molí Nou          | Ulldecona | molí d'aigua |                             | 40° 35′ 19″ N, 0° 25′ 27″ E / 40.5885772165108°N,0.424182849820461°E    |                                            |                      | Modifica les dades a Wikidata |
|        | molí Nou             | Ulldecona | molí d'aigua | Estil: arquitectura popular | 40° 35′ 10″ N, 0° 25′ 21″ E / 40.58619°N,0.42257°E ca:Camí del Molí Nou | bé integrant del patrimoni cultural català | Molí Nou (Ulldecona) | Modifica les dades a Wikidata |

## muntanya
| imatge | Nom                 | Ubicat a          | instància de | Detalls       | coordenades                                                             | Protecció | Commons (més fotos)     | Dades a WD                    |
| ------ | ------------------- | ----------------- | ------------ | ------------- | ----------------------------------------------------------------------- | --------- | ----------------------- | ----------------------------- |
|        | Lo Molló            | Ulldecona         | muntanya     |               | 40° 36′ 59″ N, 0° 25′ 50″ E / 40.6165°N,0.430594°E 378.4 msnm           |           |                         | Modifica les dades a Wikidata |
|        | Mola Alta           | Ulldecona         | muntanya     |               | 40° 37′ 18″ N, 0° 31′ 10″ E / 40.62170833°N,0.51937194°E 468.4 msnm     |           |                         | Modifica les dades a Wikidata |
|        | Mola de la Torre    | Ulldecona         | muntanya     |               | 40° 37′ 12″ N, 0° 27′ 19″ E / 40.62°N,0.455256°E 298.7 msnm             |           |                         | Modifica les dades a Wikidata |
|        | Mola de les Bruixes | Ulldecona         | muntanya     |               | 40° 36′ 55″ N, 0° 26′ 21″ E / 40.61536111°N,0.439175°E 277.8 msnm       |           |                         | Modifica les dades a Wikidata |
|        | Mola del Valencià   | Ulldecona         | muntanya     |               | 40° 36′ 32″ N, 0° 25′ 59″ E / 40.6088°N,0.433075°E 232.7 msnm           |           |                         | Modifica les dades a Wikidata |
|        | Molacima            | Ulldecona Alcanar | muntanya     |               | 40° 36′ 27″ N, 0° 31′ 31″ E / 40.6075°N,0.525278°E 748 msnm             |           | Mola Cima               | Modifica les dades a Wikidata |
|        | Moleta de la Curra  | Ulldecona         | muntanya     |               | 40° 36′ 56″ N, 0° 25′ 16″ E / 40.61564722°N,0.42123333°E 306.4 msnm     |           |                         | Modifica les dades a Wikidata |
|        | Oms                 | Ulldecona         | muntanya     |               | 40° 39′ 34″ N, 0° 21′ 27″ E / 40.6594°N,0.357381°E 297 msnm             |           |                         | Modifica les dades a Wikidata |
|        | Puig Garrets        | Ulldecona         | muntanya     |               | 40° 35′ 52″ N, 0° 25′ 12″ E / 40.597648°N,0.420102°E 241 msnm           |           | Puig Garrets            | Modifica les dades a Wikidata |
|        | Puig del Calvari    | Ulldecona         | muntanya     |               | 40° 35′ 20″ N, 0° 26′ 54″ E / 40.5889°N,0.448222°E 173.5 msnm           |           |                         | Modifica les dades a Wikidata |
|        | Serra de l'Avenc    | Ulldecona Alcanar | muntanya     |               | 40° 33′ 02″ N, 0° 26′ 43″ E / 40.550602°N,0.445318°E 154 msnm           |           | Serra de l'Avenc        | Modifica les dades a Wikidata |
|        | Torreta de Montsià  | Ulldecona Alcanar | muntanya     |               | 40° 36′ 49″ N, 0° 31′ 49″ E / 40.6136410446°N,0.530331521271°E 763 msnm |           | Torreta de Montsià      | Modifica les dades a Wikidata |
|        | Tossal Redó         | Ulldecona Godall  | muntanya     |               | 40° 37′ 32″ N, 0° 27′ 09″ E / 40.6256°N,0.452416°E 356.3 msnm           |           |                         | Modifica les dades a Wikidata |
|        | Turó del Molí Nou   | Ulldecona         | muntanya     |               | 40° 35′ 31″ N, 0° 25′ 36″ E / 40.59186389°N,0.42679167°E 252.2 msnm     |           | Turó del Molí Nou       | Modifica les dades a Wikidata |
|        | la Barqueta         | Ulldecona         | muntanya     | Llarg: 0.74km | 40° 37′ 08″ N, 0° 26′ 52″ E / 40.6188°N,0.447789°E 259 msnm             |           | La Barqueta (Ulldecona) | Modifica les dades a Wikidata |
|        | la Cogula           | Ulldecona         | muntanya     |               | 40° 34′ 38″ N, 0° 28′ 57″ E / 40.577228°N,0.482468°E 406 msnm           |           | La Cogula               | Modifica les dades a Wikidata |
|        | la Tenda            | Ulldecona Alcanar | muntanya     |               | 40° 37′ 17″ N, 0° 32′ 09″ E / 40.62131944°N,0.53594556°E 731.7 msnm     |           |                         | Modifica les dades a Wikidata |
|        | la Trencada         | Ulldecona Alcanar | muntanya     |               | 40° 37′ 30″ N, 0° 32′ 21″ E / 40.62504722°N,0.53906944°E 730.2 msnm     |           |                         | Modifica les dades a Wikidata |
|        | les Tosses          | Ulldecona         | muntanya     |               | 40° 36′ 24″ N, 0° 24′ 40″ E / 40.606702°N,0.411178°E 265 msnm           |           | Les Tosses (Ulldecona)  | Modifica les dades a Wikidata |

## pedrera
| imatge | Nom                              | Ubicat a  | instància de | Detalls | coordenades                                                          | Protecció | Commons (més fotos) | Dades a WD                    |
| ------ | -------------------------------- | --------- | ------------ | ------- | -------------------------------------------------------------------- | --------- | ------------------- | ----------------------------- |
|        | Pedrera del Xertolí              | Ulldecona | pedrera      |         | 40° 36′ 50″ N, 0° 25′ 49″ E / 40.6139728215023°N,0.430405481137778°E |           |                     | Modifica les dades a Wikidata |
|        | pedrera Industrial Marmol Export | Ulldecona | pedrera      |         | 40° 36′ 16″ N, 0° 25′ 37″ E / 40.6043632081868°N,0.426826516387926°E |           |                     | Modifica les dades a Wikidata |
|        | pedrera Marbres Castell          | Ulldecona | pedrera      |         | 40° 36′ 28″ N, 0° 25′ 52″ E / 40.6077173918523°N,0.431023447491341°E |           |                     | Modifica les dades a Wikidata |
|        | pedrera Marbres Sénia            | Ulldecona | pedrera      |         | 40° 36′ 48″ N, 0° 25′ 02″ E / 40.6132217846664°N,0.417338031258799°E |           |                     | Modifica les dades a Wikidata |

## pont
| imatge | Nom                       | Ubicat a          | instància de | Detalls                                     | coordenades                                                                      | Protecció                                  | Commons (més fotos)              | Dades a WD                    |
| ------ | ------------------------- | ----------------- | ------------ | ------------------------------------------- | -------------------------------------------------------------------------------- | ------------------------------------------ | -------------------------------- | ----------------------------- |
|        | Pont del Molí de Bordales | Ulldecona         | pont         | Travessa: Sénia                             | 40° 36′ 33″ N, 0° 20′ 10″ E / 40.609150790652°N,0.336109752934455°E              |                                            |                                  | Modifica les dades a Wikidata |
|        | pont de l'Olivar          | Ulldecona Vinaròs | pont         | Estil: arquitectura popular Travessa: Sénia | 40° 35′ 02″ N, 0° 25′ 28″ E / 40.58396°N,0.42432°E                               | bé integrant del patrimoni cultural català | Pont de l'Olivar (Ulldecona)     | Modifica les dades a Wikidata |
|        | pont de les Caixetes      | Ulldecona         | pont         | Estil: arquitectura popular Travessa: Sénia | 40° 33′ 19″ N, 0° 26′ 11″ E / 40.55518°N,0.43649°E ca:Camí del Riu, a les Canals | bé integrant del patrimoni cultural català | Pont de les Caixetes (Ulldecona) | Modifica les dades a Wikidata |
|        | pont del Molí de l'Om     | Ulldecona         | pont         | Estil: arquitectura popular Travessa: Sénia | 40° 36′ 24″ N, 0° 21′ 30″ E / 40.60677°N,0.35824°E ca:Molí de l'Om               | bé cultural d'interès local                | Pont del Molí de l'Om            | Modifica les dades a Wikidata |

## serra
| imatge | Nom                        | Ubicat a            | instància de | Detalls      | coordenades                                                         | Protecció | Commons (més fotos)        | Dades a WD                    |
| ------ | -------------------------- | ------------------- | ------------ | ------------ | ------------------------------------------------------------------- | --------- | -------------------------- | ----------------------------- |
|        | Serra Grossa               | Ulldecona           | serra        |              | 40° 36′ 52″ N, 0° 25′ 40″ E / 40.614477°N,0.427675°E 378 msnm       |           | Serra Grossa (Ulldecona)   | Modifica les dades a Wikidata |
|        | Serreta de Valldepins      | Ulldecona           | serra        | Llarg: 1.2km | 40° 33′ 54″ N, 0° 26′ 51″ E / 40.565°N,0.447633°E 199.6 msnm        |           | Serreta de Valldepins      | Modifica les dades a Wikidata |
|        | Serreta de les Cantarelles | Freginals Ulldecona | serra        | Llarg: 1.8km | 40° 39′ 05″ N, 0° 29′ 52″ E / 40.6515°N,0.497683°E 240.1 msnm       |           | Serreta de les Cantarelles | Modifica les dades a Wikidata |
|        | los Moletons               | Alcanar Ulldecona   | serra        |              | 40° 35′ 56″ N, 0° 31′ 13″ E / 40.59882778°N,0.52038889°E 586.5 msnm |           |                            | Modifica les dades a Wikidata |

## séquia
| imatge | Nom               | Ubicat a  | instància de | Detalls                     | coordenades                                          | Protecció                                  | Commons (més fotos)        | Dades a WD                    |
| ------ | ----------------- | --------- | ------------ | --------------------------- | ---------------------------------------------------- | ------------------------------------------ | -------------------------- | ----------------------------- |
|        | Séquia de la Foia | Ulldecona | séquia       | Estil: arquitectura popular | 40° 37′ 59″ N, 0° 29′ 36″ E / 40.633143°N,0.493404°E | bé integrant del patrimoni cultural català |                            | Modifica les dades a Wikidata |
|        | Séquia general    | Ulldecona | séquia       | Estil: arquitectura popular | 40° 35′ 35″ N, 0° 24′ 46″ E / 40.593021°N,0.412657°E | bé integrant del patrimoni cultural català | Sèquia general (Ulldecona) | Modifica les dades a Wikidata |
|        | Séquia mare       | Ulldecona | séquia       | Estil: arquitectura popular | 40° 36′ 53″ N, 0° 27′ 27″ E / 40.614625°N,0.457637°E | bé integrant del patrimoni cultural català | Sèquia mare (Ulldecona)    | Modifica les dades a Wikidata |

## vèrtex geodèsic
| imatge | Nom          | Ubicat a  | instància de    | Detalls    | coordenades                                                       | Protecció | Commons (més fotos) | Dades a WD                    |
| ------ | ------------ | --------- | --------------- | ---------- | ----------------------------------------------------------------- | --------- | ------------------- | ----------------------------- |
|        | Cugula       | Ulldecona | vèrtex geodèsic | Alt: 1.17m | 40° 34′ 38″ N, 0° 28′ 57″ E / 40.577229°N,0.482478°E 406.17 msnm  |           |                     | Modifica les dades a Wikidata |
|        | Gordo        | Ulldecona | vèrtex geodèsic | Alt: 1.2m  | 40° 36′ 59″ N, 0° 25′ 50″ E / 40.616518°N,0.430603°E 379.728 msnm |           |                     | Modifica les dades a Wikidata |
|        | Homs         | Ulldecona | vèrtex geodèsic | Alt: 1.2m  | 40° 39′ 34″ N, 0° 21′ 27″ E / 40.65938°N,0.357382°E 297.259 msnm  |           |                     | Modifica les dades a Wikidata |
|        | Molino Nuevo | Ulldecona | vèrtex geodèsic | Alt: 1.2m  | 40° 35′ 31″ N, 0° 25′ 36″ E / 40.59188°N,0.426781°E 254.519 msnm  |           |                     | Modifica les dades a Wikidata |
|        | Montsià      | Ulldecona | vèrtex geodèsic | Alt: 1.2m  | 40° 36′ 49″ N, 0° 31′ 49″ E / 40.613592°N,0.530297°E 764.053 msnm |           |                     | Modifica les dades a Wikidata |

## zona humida
| imatge | Nom                    | Ubicat a  | instància de | Detalls            | coordenades                                                        | Protecció | Commons (més fotos) | Dades a WD                    |
| ------ | ---------------------- | --------- | ------------ | ------------------ | ------------------------------------------------------------------ | --------- | ------------------- | ----------------------------- |
|        | bassa de l'Ermita      | Ulldecona | zona humida  | Superfície: 1.91ha | 40° 37′ 14″ N, 0° 28′ 05″ E / 40.620661°N,0.468092°E               |           |                     | Modifica les dades a Wikidata |
|        | bassa de la Llacuna    | Ulldecona | zona humida  | Superfície: 0.68ha | 40° 36′ 41″ N, 0° 27′ 51″ E / 40.61147°N,0.464048°E                |           |                     | Modifica les dades a Wikidata |
|        | bassa de les Ventalles | Ulldecona | zona humida  | Superfície: 0.33ha | 40° 38′ 38″ N, 0° 29′ 59″ E / 40.643872°N,0.499829°E les Ventalles |           |                     | Modifica les dades a Wikidata |
|        | bassa del Montsià      | Ulldecona | zona humida  | Superfície: 0.36ha | 40° 35′ 51″ N, 0° 27′ 24″ E / 40.597632°N,0.45653°E 125 msnm       |           | Bassa del Montsià   | Modifica les dades a Wikidata |

## Misc
| imatge | Nom                                      | Ubicat a                                                                            | instància de                                                          | Detalls                                                      | coordenades | Protecció                                            | Commons (més fotos)                        | Dades a WD                    |
| ------ | ---------------------------------------- | ----------------------------------------------------------------------------------- | --------------------------------------------------------------------- | ------------------------------------------------------------ | --- | ---------------------------------------------------- | ------------------------------------------ | ----------------------------- |
|        | Arc del carrer General Cabrera           | Ulldecona                                                                           | arc                                                                   | Estil: arquitectura popular                                  | 40° 35′ 53″ N, 0° 26′ 57″ E / 40.59808°N,0.44927°E ca:General Cabrera | bé integrant del patrimoni cultural català           | Arc del carrer General Cabrera (Ulldecona) | Modifica les dades a Wikidata |
|        | Capella pedró de l'Ermita de la Pietat   | Ulldecona                                                                           | oratori                                                               | Estil: arquitectura popular 18th century                     | 40° 35′ 35″ N, 0° 24′ 46″ E / 40.59302°N,0.41266°E ca:Ctra. comarcal Ulldecona-Tortosa, Serra de la Pietat                                                               | bé integrant del patrimoni cultural català           | Capella pedró de l'Ermita de la Pietat     | Modifica les dades a Wikidata |
|        | Carrer Roger de Llúria                   | Ulldecona                                                                           | carrer                                                                | Estil: arquitectura popular                                  | 40° 35′ 52″ N, 0° 26′ 50″ E / 40.597835°N,0.447097°E ca:Roger de Llúria                                                                                                  | bé cultural d'interès local                          | Carrer Roger de Llúria (Ulldecona)         | Modifica les dades a Wikidata |
|        | Casa de la Vila d'Ulldecona              | Ulldecona                                                                           | casa consistorial                                                     | Estil: arquitectura barroca                                  | 40° 35′ 53″ N, 0° 26′ 55″ E / 40.59806°N,0.4487°E | bé cultural d'interès local                          | Casa de la Vila d'Ulldecona                | Modifica les dades a Wikidata |
|        | Estació d'Ulldecona - Alcanar - la Sénia | Ulldecona                                                                           | estació de ferrocarril                                                | Estil: arquitectura eclèctica                                | 40° 35′ 45″ N, 0° 26′ 57″ E / 40.5959°N,0.449281°E | bé cultural d'interès local                          | Ulldecona-Alcanar-La Sènia train station   | Modifica les dades a Wikidata |
|        | Mil·liari romà de la Foia                | Ulldecona                                                                           | mil·liari                                                             |                                                              | | bé cultural d'interès local                          |                                            | Modifica les dades a Wikidata |
|        | Polígon industrial Valldepins            | Ulldecona                                                                           | polígon industrial                                                    |                                                              | 40° 34′ 57″ N, 0° 27′ 01″ E / 40.5824714277282°N,0.450207863136003°E |                                                      |                                            | Modifica les dades a Wikidata |
|        | Serra de Godall                          | Godall Ulldecona Freginals                                                          | espai d'interès natural àrea protegida Pla d'Espais d'Interès Natural | 1992 Llarg: 11.2km Superfície: 1784216ha                     | 40° 38′ 11″ N, 0° 28′ 19″ E / 40.63652222°N,0.47196944°E 397.6 msnm |                                                      | Serra de Godall                            | Modifica les dades a Wikidata |
|        | Sénia                                    | la Pobla de Benifassà la Sénia Rossell Sant Rafel del Riu Ulldecona Alcanar Vinaròs | curs d'aigua                                                          | Desemboca: mar Mediterrània Llarg: 49km Conca: 197.5km²      | 40° 40′ 15″ N, 0° 14′ 03″ E / 40.6709°N,0.2341°E 40° 31′ 23″ N, 0° 30′ 52″ E / 40.5229583827778°N,0.514522790833333°E 40° 35′ 10″ N, 0° 25′ 07″ E / 40.58606°N,0.41868°E |                                                      | Sénia River                                | Modifica les dades a Wikidata |
|        | castell d'Ulldecona                      | Ulldecona                                                                           | castell                                                               | Estil: arquitectura romànica arquitectura gòtica 9th century | 40° 35′ 41″ N, 0° 25′ 49″ E / 40.5948°N,0.430408°E ca:Puig del Castell, serra Grossa 256 msnm                                                                            | bé d'interès cultural bé cultural d'interès nacional | Castell d'Ulldecona                        | Modifica les dades a Wikidata |
|        | centre històric d'Ulldecona              | Ulldecona                                                                           | centre històric                                                       | Estil: arquitectura popular                                  | 40° 35′ 50″ N, 0° 26′ 51″ E / 40.59721°N,0.447403°E | bé cultural d'interès local                          | Centre històric d'Ulldecona                | Modifica les dades a Wikidata |
|        | la Ferradura                             | Ulldecona                                                                           | menhir edifici històric                                               |                                                              | 40° 35′ 59″ N, 0° 29′ 40″ E / 40.5997616869469°N,0.494444912583312°E |                                                      |                                            | Modifica les dades a Wikidata |